# Бели-Бряг
Бели-Бряг (болг. Бели бряг) — село в Болгарии. Находится в Старозагорской области, входит в общину Раднево. Население составляет 97 человек.

## Политическая ситуация
Бели-Бряг подчиняется непосредственно общине и не имеет своего кмета.
Кмет (мэр) общины Раднево — Нончо Драгиев Воденичаров (инициативный комитет) по результатам выборов.